# Ioana Craciun
Ioana Craciun (ur. 4 stycznia 1989 w Trușești) – rumuńska wioślarka.

## Osiągnięcia
- Mistrzostwa Świata Juniorów – Amsterdam 2006 – czwórka podwójna – 12. miejsce[1].
- Mistrzostwa Świata Juniorów – Pekin 2007 – ósemka – 1. miejsce[1].
- Mistrzostwa Świata U-23 – Brandenburg 2008 – dwójka podwójna – 8. miejsce[1].
- Mistrzostwa Europy – Ateny 2008 – dwójka podwójna – 7. miejsce[1].
- Mistrzostwa Świata U-23 – Račice 2009 – czwórka podwójna – 3. miejsce[1].
- Mistrzostwa Świata – Poznań 2009 – ósemka – 2. miejsce[1].
- Mistrzostwa Europy – Brześć 2009 – ósemka – 1. miejsce[1].
- Mistrzostwa Europy – Montemor-o-Velho 2010 – ósemka – 1. miejsce[1].